# Miskatonická univerzita
Miskatonická univerzita (anglicky Miskatonic University) je fiktivní univerzita vymyšlená americkým hororovým spisovatelem H. P. Lovecraftem. Nachází se ve fiktivním městě Arkham, které má ležet v Essex County v americkém státě Massachusetts. Je pojmenována podle fiktivní řeky Miskatonic. První zmínka o Miskatonické univerzitě se objevuje roku 1922 v Lovecraftově příběhu na pokračování Herbert West—Reanimator.
Univerzita vystupuje v řadě hororových příběhů o mýtu Cthulhu od H. P. Lovecrafta, ale i jiných hororových spisovatelů, kteří se jím inspirovali. V povídce Hrůza v Dunwichi (The Dunwich Horror) Lovecraft naznačuje, že jde o vysoce prestižní školu srovnatelnou s Harvardovou univerzitou a že spolu s Harvardem je to nejoblíbenější škola pro potomky starousedlíků z vyšších vrstev ve státě Massachusetts. 
Miskatonická univerzita proslula svou sbírkou okultních knih. Knihovna Miskatonické univerzity vlastní exemplář knihy temných zaklínadel Necronomicon.
Vzorem pro univerzitní kampus Miskatonické univerzity Lovecraftovi byla nyní již nefungující Bradford College ve městě Haverhill na řece Merrimack v Massachusetts. Haverhill měl mlýn a vyznačoval se striktním oddělením sociálních vrstev. Bradford College byla škola pro dívky, kde se učily, jak být správnou ženou misionářů. Lovecraftova přítelkyně tuto školu navštěvovala, ve svých příbězích ji však přeměnil na instituci pro chlapce, jak bylo za Lovecraftova života běžné pro univerzity na severovýchodním pobřeží USA. 
Tato zcela fiktivní univerzita má také několik webových stránek. Viz externí odkazy.